# Ringethal
Ringethal ist ein Ortsteil der Großen Kreisstadt Mittweida im sächsischen Landkreis Mittelsachsen. Er wurde 1994 in die Stadt Mittweida eingemeindet.

## Geografie

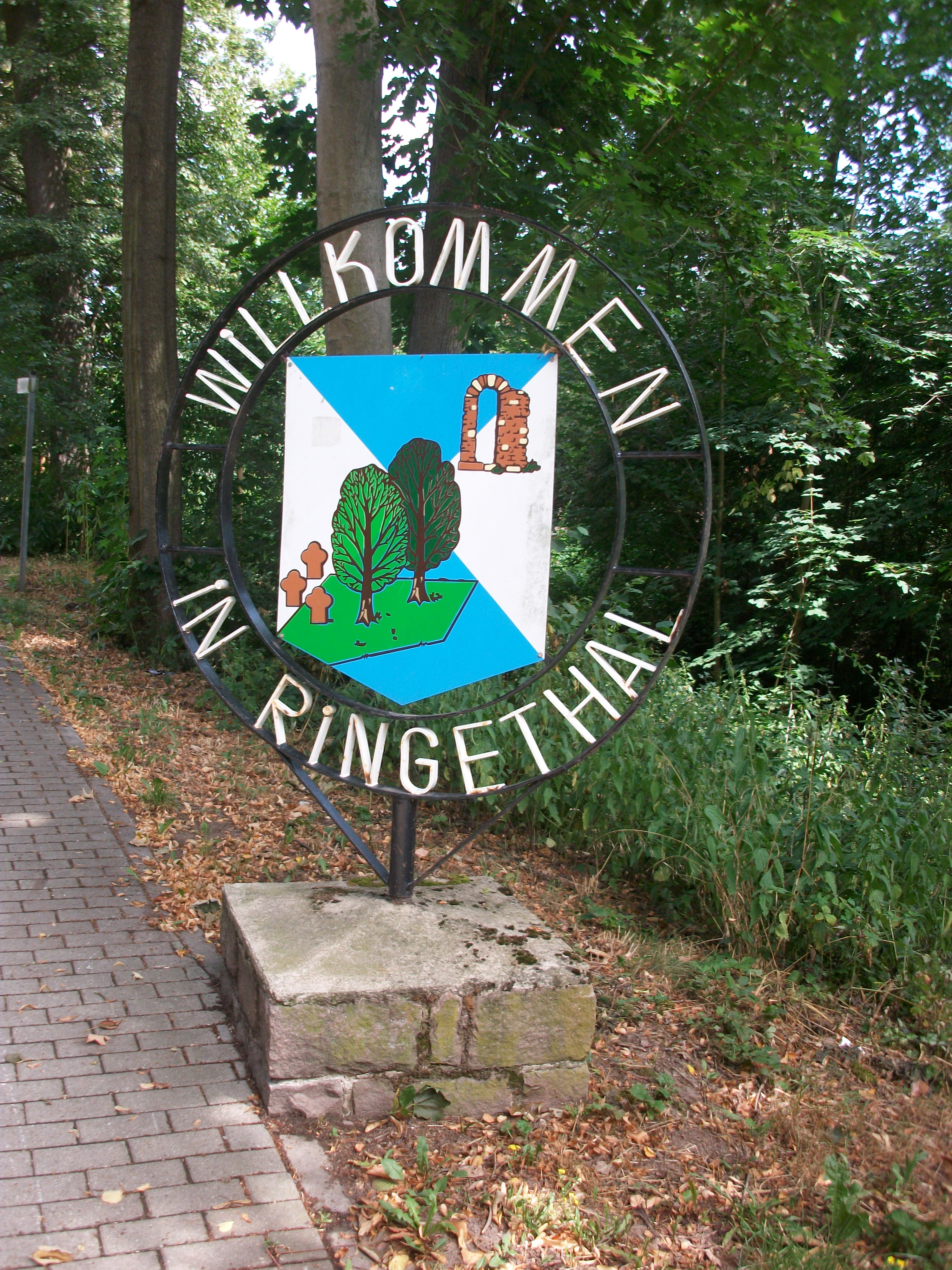
Ringethal, Ortseingangsschild

Ringethal liegt nordöstlich von Mittweida im Mittelsächsischen Hügelland. Geologisch gehört der Ort zum Sächsischen Granulitgebirge. Der Ort befindet sich nördlich der Zschopau, welche in diesem Bereich in mehreren Bögen verläuft. Im Westen grenzt Ringethal an das obere Ende der Talsperre Kriebstein.

### Nachbarorte
|           | Falkenhain                                  | Hermsdorf                |
| Lauenhain | Kompassrose, die auf Nachbargemeinden zeigt |                          |
| Rößgen    | Weißthal                                    | Weinsdorf mit Liebenhain |

## Geschichte

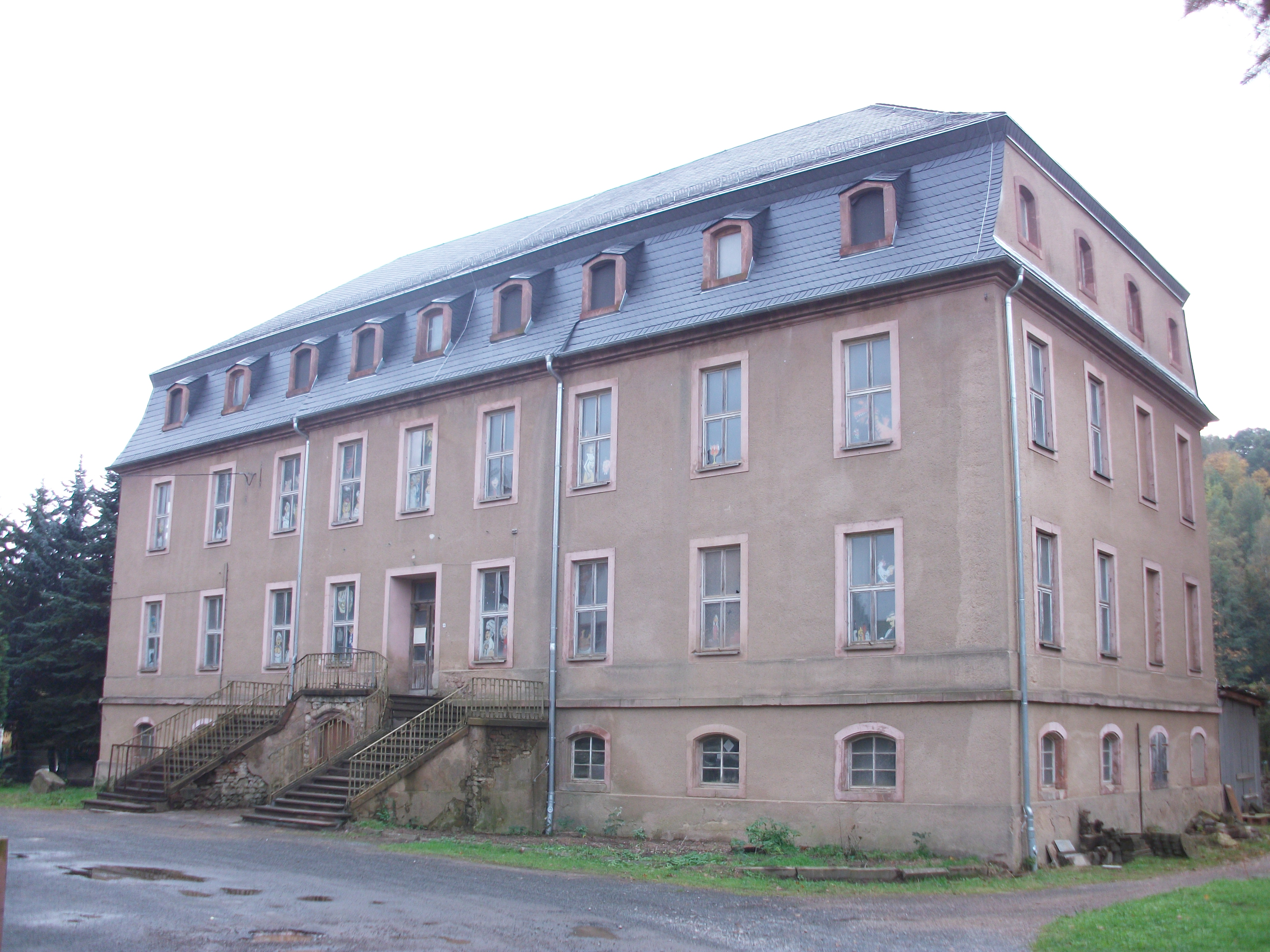
Schloss Ringethal

Der Ort Ringethal wurde im Jahr 1217 erstmals urkundlich erwähnt. Spätere Ortsnamen sind „Ringenhagen“/„Ringenthal“ (1221), „Ringintal“ (1314), „Ringental“ (1350) und „Ringethal“ (1758 und 1875). Die kleine Herrschaft Ringethal entstand Ende des 12. Jahrhunderts. Ursprünglich befand sich der Herrschaftssitz als Einsiedelei Ringethal auf einem Felssporn des Arnsbergs. 1315 wurde die Burg Lewenhain (auch „Raubschloss Ringethal“ genannt) am Steilufer der Zschopau gebaut. Später wurde der Herrschaftssitz ins Tal neben die bereits vorhandenen Wirtschaftsgebäude verlagert, wo sich auch die Fliehburg im Inselteich befand. 1450 verlegten die Herren von Hain (auch: von Hahn/von Hayn genannt) ihren Wohnsitz endgültig ins Tal und bauten die Wasserburg Ringethal am Ufer der Zschopau.
Im 14. Jahrhundert gehörten zur Grundherrschaft neben dem Rittersitz Ringethal die Orte Ringethal, Falkenhain, Hermsdorf und Erlebach (bis 1606). Sie lag als zum Kreisamt Freiberg gehörige Exklave zwischen den Ämtern Rochlitz und Nossen und war im Besitz verschiedener Adelsfamilien. Unter der Familie von Poigk wurde das Schloss im Jahr 1742 zu einem spätbarocken Schloss um- und ausgebaut. Es bestand seitdem aus zwei Obergeschossen und Mansardendach. 1789 ging das Schloss von Christoph Friedrich von Flemming an die Freifrau von Racknitz über. Von 1861 bis 1935 ist die Familie von Schroeter als Besitzer des Ringethaler Schlosses verzeichnet. Unter Hermann von Schroeter entstand im Jahr 1861 die Weißthaler Brücke über die Zschopau. Eine Schule wurde in Ringethal erstmals im Jahr 1661 erwähnt. Schulneubauten erfolgten in den Jahren 1672 und 1749. Die „Alte Schule“, welche sich gegenüber dem einstigen Bahnhof in der Hauptstraße 24 befand, wurde bis zum Bau der „Schule am Berg“ (Hauptstraße 17) im Jahr 1869 genutzt. Diese am Kirchenweg nach Hermsdorf stehende Schule wurde auf dem Gelände der Kirche errichtet. Bauliche Erweiterungen an diesem Gebäude erfolgten in den Jahren 1882 und 1923.
Im Jahr 1832 wurden die drei Orte der Herrschaft Ringethal vom Kreisamt Freiberg getrennt und dem Amt Frankenberg-Sachsenburg unterstellt. Bei den im 19. Jahrhundert im Königreich Sachsen durchgeführten Verwaltungsreformen wurden die Ämter aufgelöst. Dadurch kam Ringethal im Jahr 1856 unter die Verwaltung des Gerichtsamts Mittweida und 1875 an die neu gegründete Amtshauptmannschaft Rochlitz.
Durch die zweite Kreisreform in der DDR wurde der Nachbarort Falkenhain am 1. Januar 1952 nach Ringethal eingemeindet und beide dem Kreis Hainichen im Bezirk Chemnitz (1953 in Bezirk Karl-Marx-Stadt umbenannt) angegliedert, der ab 1990 als sächsischer Landkreis Hainichen fortgeführt wurde. Seit dem Jahr 1951 wurde das Hauptgebäude des Schlosses vermehrt für den schulischen Betrieb genutzt. Seit 1957 fand im Schlosskeller Werkunterricht für die Betriebshandwerker der Spinnerei Weißthal statt. Nachdem der Staat im Jahr 1958 das Schloss erworben hatte, wurde im Hauptgebäude die „Zentralschule Ringethal“ eingerichtet, welche 1961 in „Oberschule Ringethal“ umbenannt wurde. Die Klassen 1 bis 4 verblieben bis 1992 an der „Schule am Berg“. Das einstige Stallgebäude des Schlosses wurde zwischen 1959 und 1961 zu einem bis heute existierenden Kindergarten umgebaut. Die „Oberschule Ringethal“ wurde am 7. Oktober 1978 in „Käthe-Kollwitz-Oberschule“ umbenannt. Nach der Schließung der „Schule am Berg“ im Jahr 1992 mussten die Schüler der Klassen 5 bis 10 nach Mittweida zum Unterricht, in der Schule im denkmalgeschützten Schloss verblieben bis zur Schließung der Grundschule im Jahr 1996 die Klassen 1 bis 4.
Mit der 1994 erfolgten Verwaltungsreform wurde Ringethal mit Falkenhain in die Stadt Mittweida eingegliedert und dem neu gebildeten Landkreis Mittweida zugeteilt. Aufgrund der Hauptsatzung der Stadt Mittweida von 1994 erhielten die nunmehrigen Ortsteile Ringethal und Falkenhain eine gemeinsame Ortschaftsverfassung und einen gemeinsamen Ortschaftsrat. Seit 2008 gehört die Stadt Mittweida mit ihren Ortsteilen zum neu gebildeten Landkreis Mittelsachsen.

### Entwicklung der Einwohnerzahl

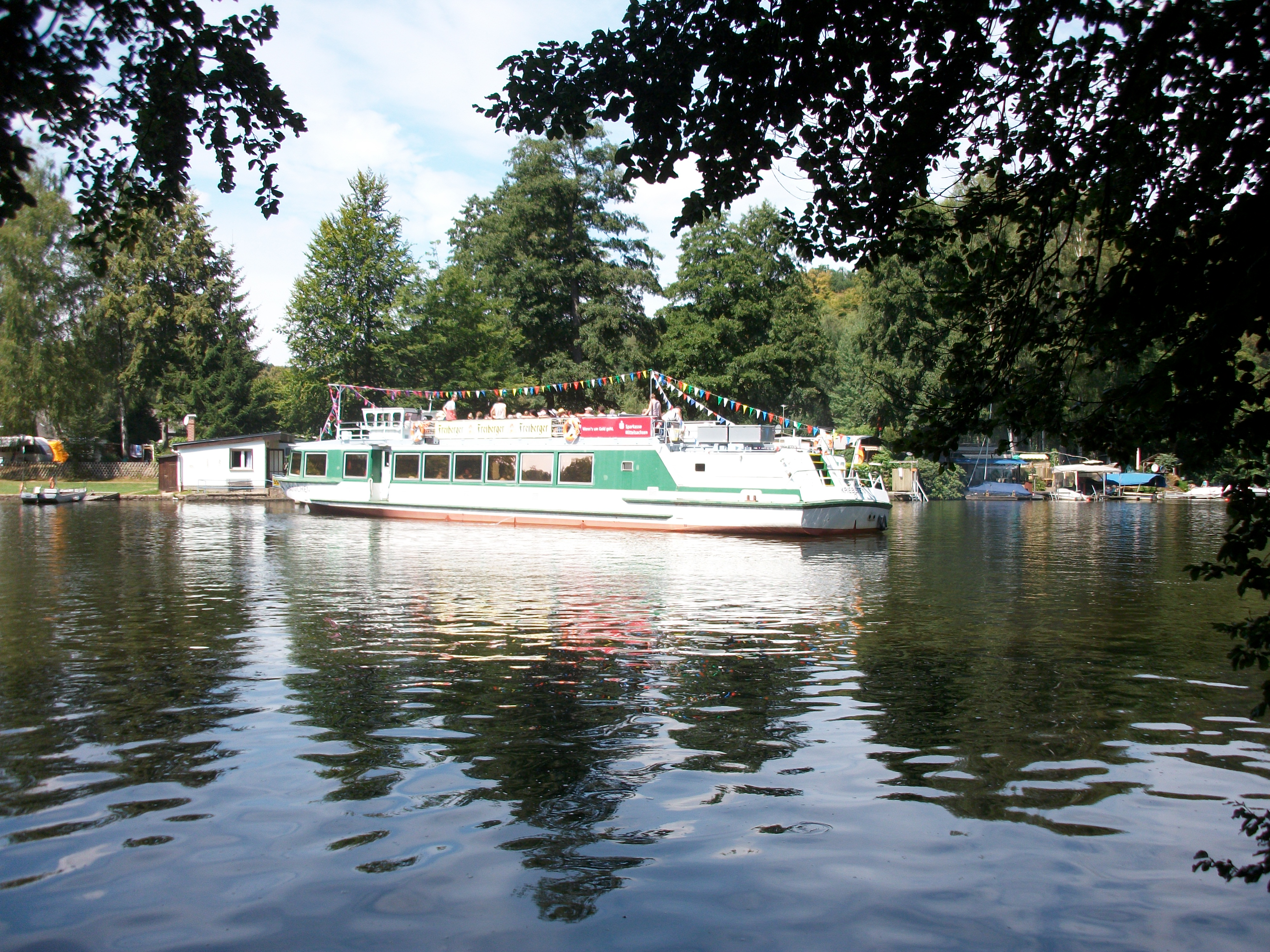
Anlegestelle bei Ringethal

| Jahr | Einwohnerzahl                                                       |
| ---- | ------------------------------------------------------------------- |
| 1551 | 9 besessene Mann, 5 Inwohner                                        |
| 1764 | 1 besessener Mann, 4 Gärtner, 44 Häusler, 1 1/8 Hufe je 24 Scheffel |
| 1834 | 270                                                                 |
| 1871 | 368                                                                 |
| 1890 | 390                                                                 |

| Jahr | Einwohnerzahl |
| ---- | ------------- |
| 1910 | 488           |
| 1925 | 455           |
| 1939 | 521           |
| 1946 | 632           |

| Jahr | Einwohnerzahl |
| ---- | ------------- |
| 1950 | 839           |
| 1964 | 698           |
| 1990 | 539           |
| 2014 | 320           |
| 2020 | 311           |

## Politik
Der Ortschaftsrat Ringethal-Falkenhain wurde zuletzt 2019 gewählt und besteht aus fünf Mitgliedern.

## Religion

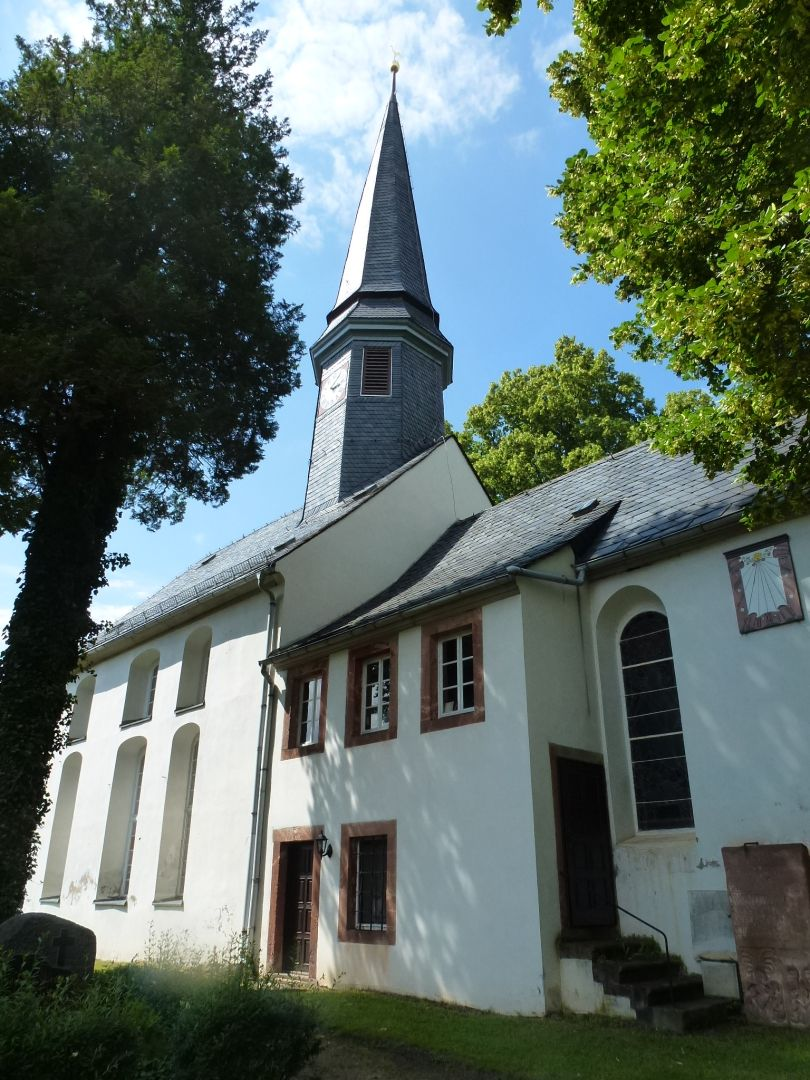
Kirche

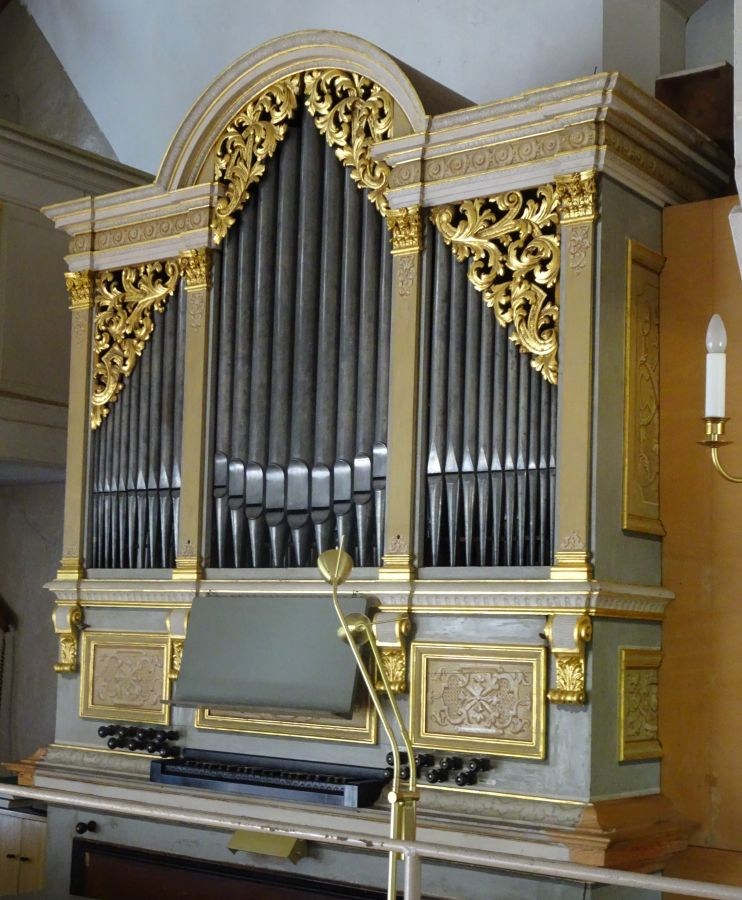
Orgel

In Ringethal existiert seit seiner urkundlichen Ersterwähnung im Jahr 1217 eine Kirche. Zur ev.-luth. Kirchgemeinde gehören neben Ringethal auch Gläubige aus den Nachbarorten Erlebach, Falkenhain und Hermsdorf. Die Kirchgemeinde steht im Schwesterkirchverhältnis mit der ev.-luth. Gemeinde in Mittweida.
Besonderheit der Ringethaler Kirche ist ihre Silbermannorgel, die mit ihren 266 Pfeifen und sechs Registern als die kleinste Orgel von Gottfried Silbermann gilt. Die um 1725 erbaute Orgel war die 21. Orgel von Gottfried Silbermann und befand sich um 1742 in der Ringethaler Schlosskapelle, bevor sie 1762 in die Dorfkirche umgesetzt wurde. Sie gilt als die kleinste, noch erhaltene Silbermannorgel. Weiterhin befindet sich in der romanischen Dorfkirche ein Taufstein aus dem Jahr 1490 und eine barocke Sonnenuhr aus dem 17. Jahrhundert.
Der Kirche gegenüber liegt das „Alte Pfarrhaus“, welches ein Freizeitheim beherbergt.

## Wirtschaft und Verkehr

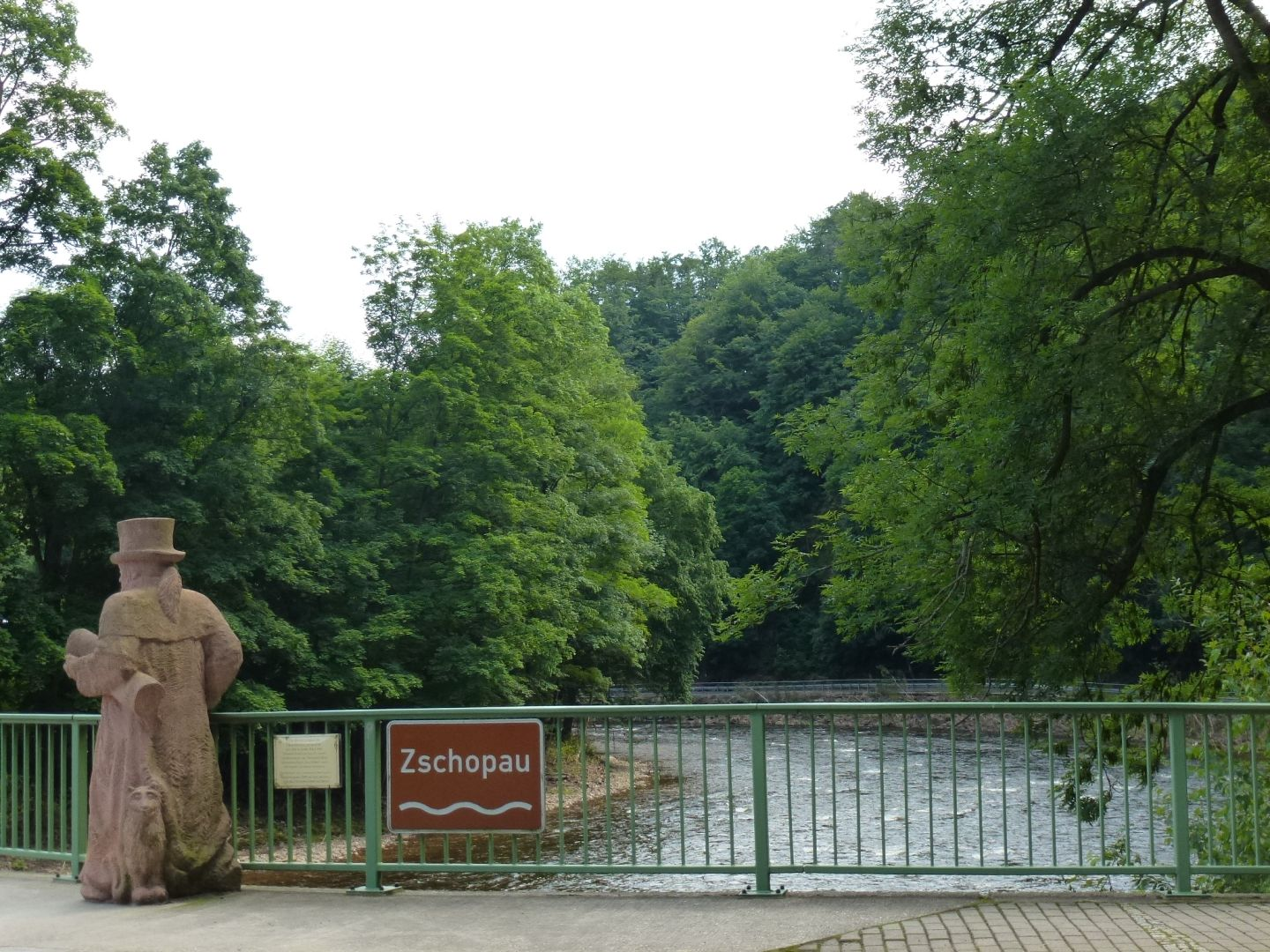
Zschopaubrücke bei Ringethal

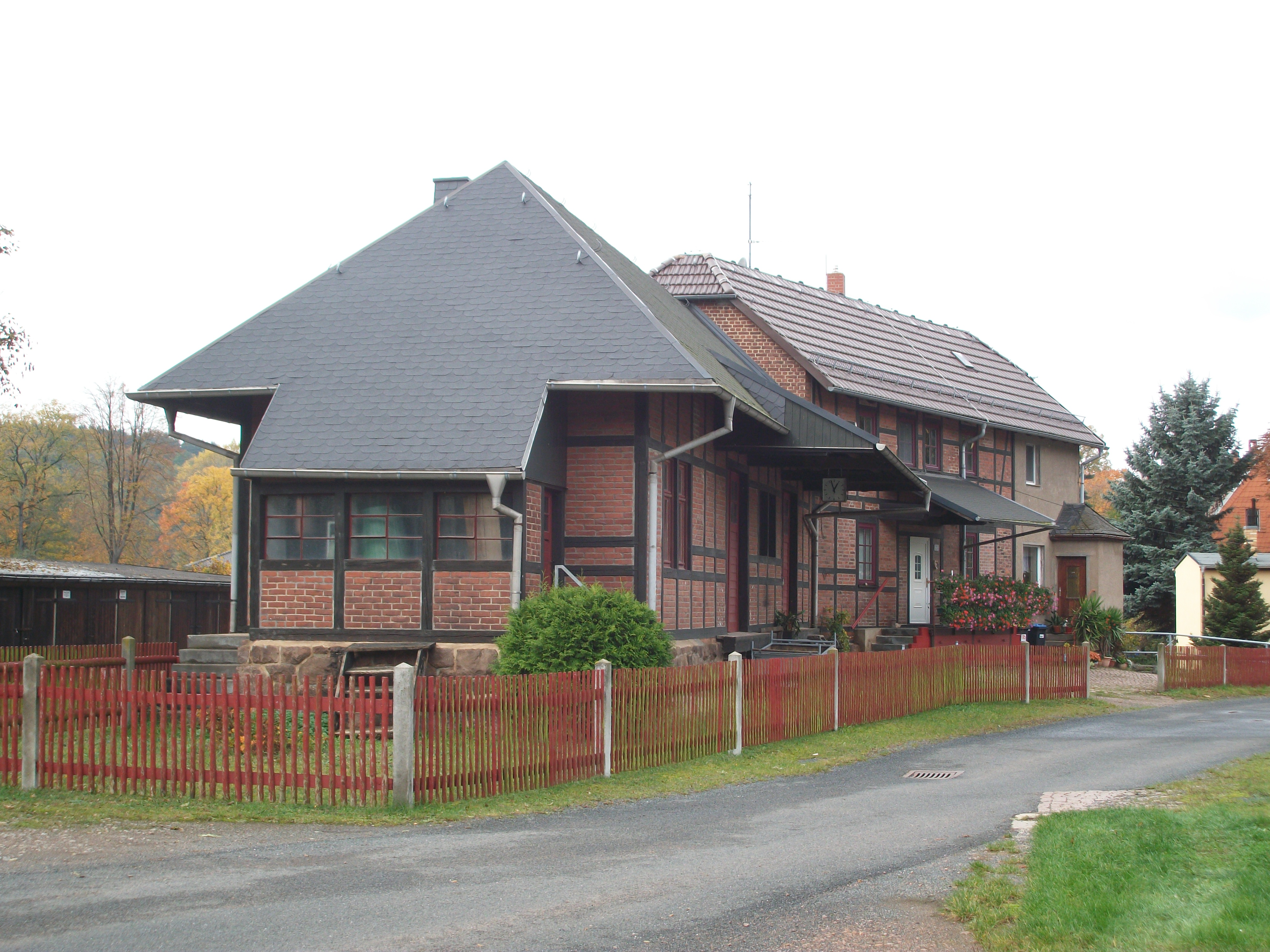
Ehemaliger Güterbahnhof Ringethal

Als einziges sächsisches Dorf besaß Ringethal bis 1935 kein Bauerngehöft.
Bis ins 19. Jahrhundert mussten die Ringethaler Bauern und Händler lange und beschwerliche Wege durch die Furten der Zschopau oder über die hölzerne Brücke in Neudörfchen in Kauf nehmen, um zum Markt nach Mittweida zu gelangen. Personenverkehr erfolgte über die Ringethaler Mühlenfähre. Erst mit dem Bau der Brücke von Ringethal nach Weißthal wurde der Weg in die Stadt einfacher. Diese entstand im Jahr 1861 auf Veranlassung des Ringethaler Rittergutsbesitzers Schroeter, um die sogenannten „Wasserdörfer“ besser mit Mittweida zu verbinden. Die neue Zschopaubrücke wurde 1999 als Spannbetonbrücke errichtet. Sie wird von einer Skulptur des Erbauers der ersten Brücke, Rittergutsbesitzer Schroeter, verziert.
Im Jahr 1909 wurde Ringethal ein Endpunkt der Mittweidaer Industriebahn. Vom Industriebahnhof Mittweida verlief ab 25. Januar 1909 eine Zweigstrecke flussabwärts zunächst auf dem linken, dann auf dem rechten Ufer der Zschopau und erreichte nach 4,5 km Fahrt den Endpunkt Ringethal. Zwischen 1942 und 1955 gab es auf der Strecke zeitweise Personenverkehr. Wegen des abgängigen Oberbaues und drohender Felsstürze wurde der Güterbahnhof Ringethal am 31. August 1969 letztmals bedient.

## Sehenswürdigkeiten

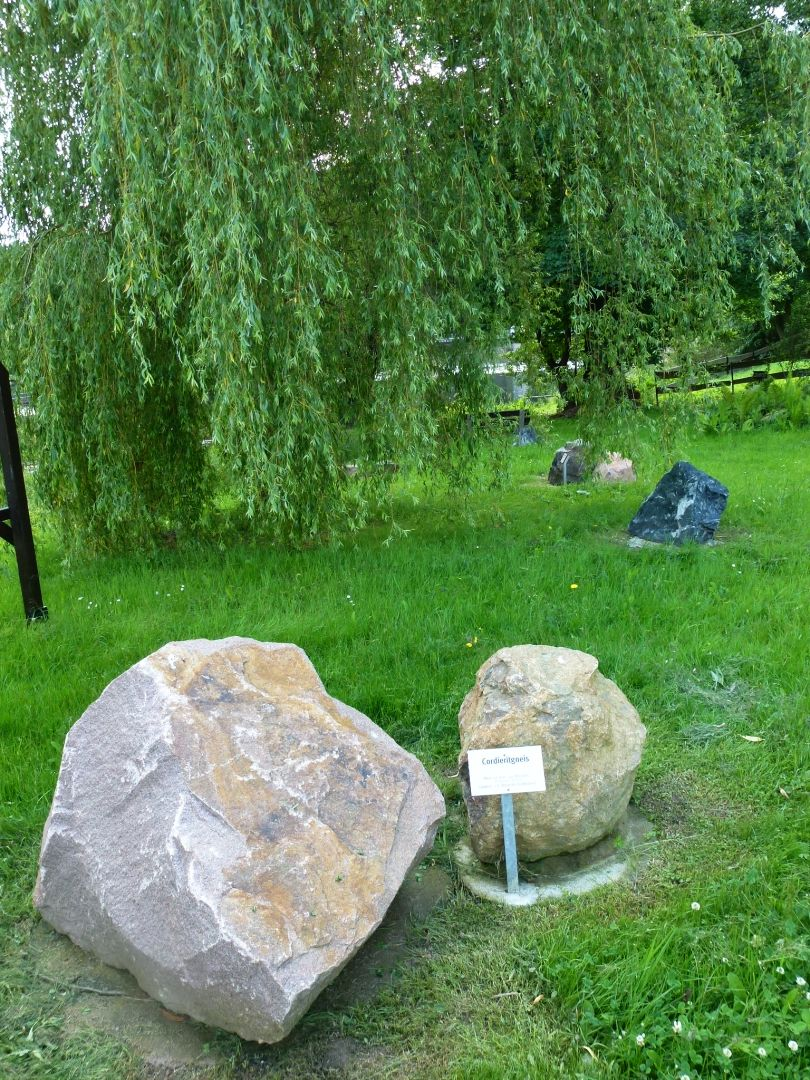
Baum- und Gesteinspark Ringethal

- Zschopautal-Gebietswanderweg und Zschopautal-Radwanderweg durch das Landschaftsschutzgebiet „Talsperre Kriebstein“
- romanische Dorfkirche von 1217 mit der kleinsten Silbermannorgel Sachsens
- 3 Steinkreuze aus Rochlitzer Porphyr aus dem 15./16. Jahrhundert
- 3 mittelalterliche Wehranlagen
- Baum- und Gesteinspark in Ringethal[11]
- Rundwanderweg durch das „Heilige Holz“ nach Kockisch und zurück nach Ringethal[12]
- Steinplastik Hermann von Schroeter oder Brückenherr aus Rochlitzer Porphyr an der Brücke von Weißthal nach Ringethal. Sie wurde in Folge des Neubaus der Zschopaubrücke auf Weißthaler Seite aufgestellt.
- Talsperre Kriebstein: zwischen 1927 und 1929 entstand in der Nähe des Orts die Talsperre Kriebstein durch Anstauung der Zschopau. Ringethal, das an das obere Ende der Talsperre grenzt, besitzt während der Saison eine Kahnfährverbindung nach Lauenhain.[13]
- Raubschloss Ringethal

## Persönlichkeiten
- Gottlieb Merkel (1734–1807), lutherischer Theologe